# (37690) 1995 UV16
1995 UV16 (asteroide 37690) é um asteroide da cintura principal. Possui uma excentricidade de 0.21178300 e uma inclinação de 5.97414º.
Este asteroide foi descoberto no dia 17 de outubro de 1995 por Spacewatch em Kitt Peak.